# Moyenneville (Somme)
Moyenneville település Franciaországban, Somme megyében. Lakosainak száma 701 fő (2022. január 1.). Moyenneville Cambron, Yonval, Béhen, Huchenneville, Mareuil-Caubert, Miannay és Tœufles községekkel határos.

## Népesség
A település népességének változása:
| Lakosok száma | 707  | 714  | 726  | 716  | 720  | 719  | 718  | 710  | 701  |
|               | 2013 | 2015 | 2016 | 2017 | 2018 | 2019 | 2020 | 2021 | 2022 |